# 섀디 그로브 역
새디 그로브(Shady Grove) 역은 미국 메릴랜드주 데어우드에 위치한 워싱턴 도시철도의 역이다. 1984년 12월 15일에 개업했으며, 워싱턴 도시권 교통국(WMATA)에서 운영한다. 레드 라인(Red Line)의 북서부 종착역으로, 2014년 7월 26일 실버 라인이 개통할 때까지 워싱턴 시내에서 가장 멀리 떨어진 역이었다. 이 역은 메트로레일 시스템에서 가장 큰 차량 기지중 하나인 새디 그로브 야드(Shady Grove Yard)에 위치한다.

## 위치

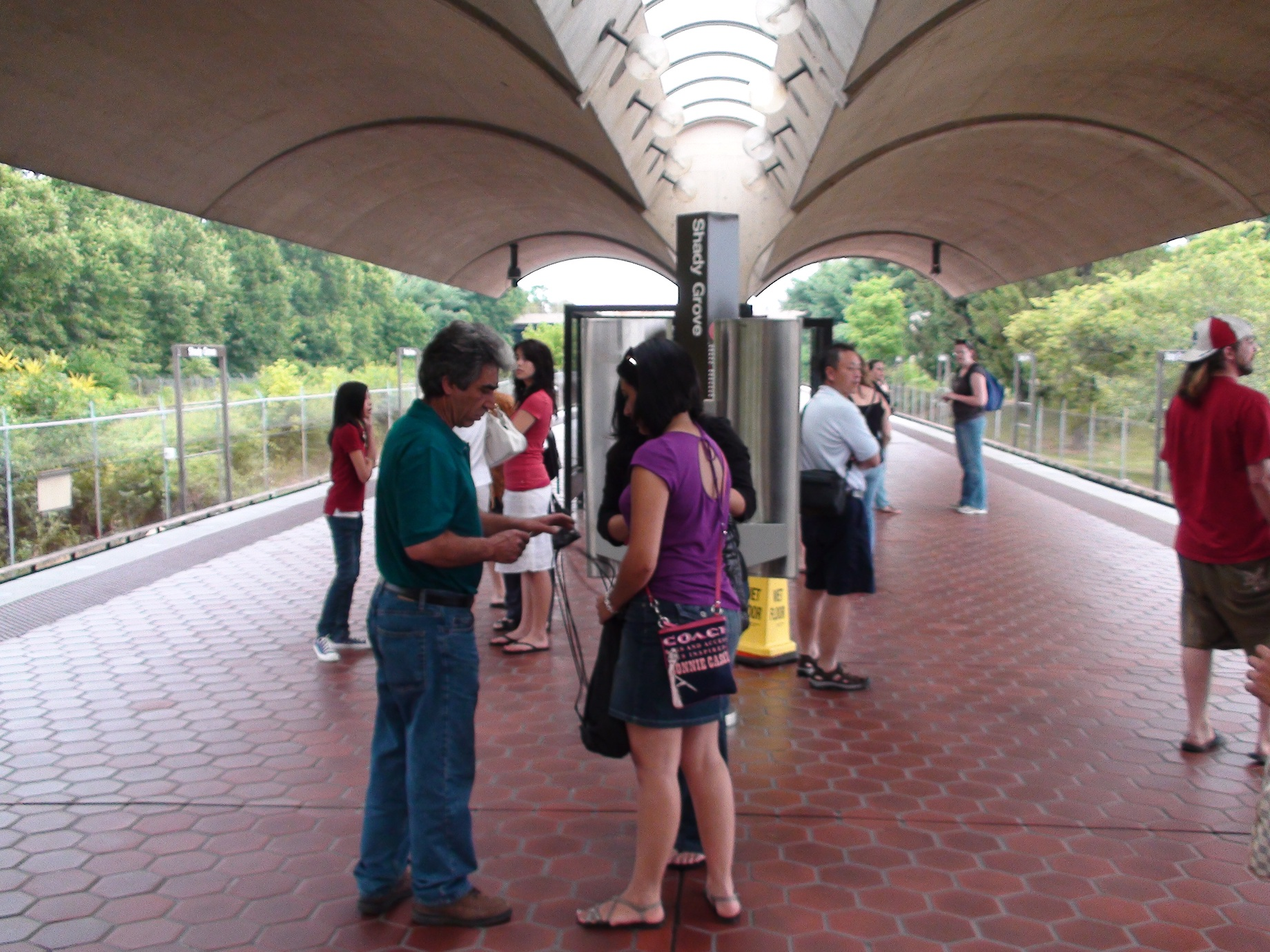
2009년 7월의 새디 그로브 역.

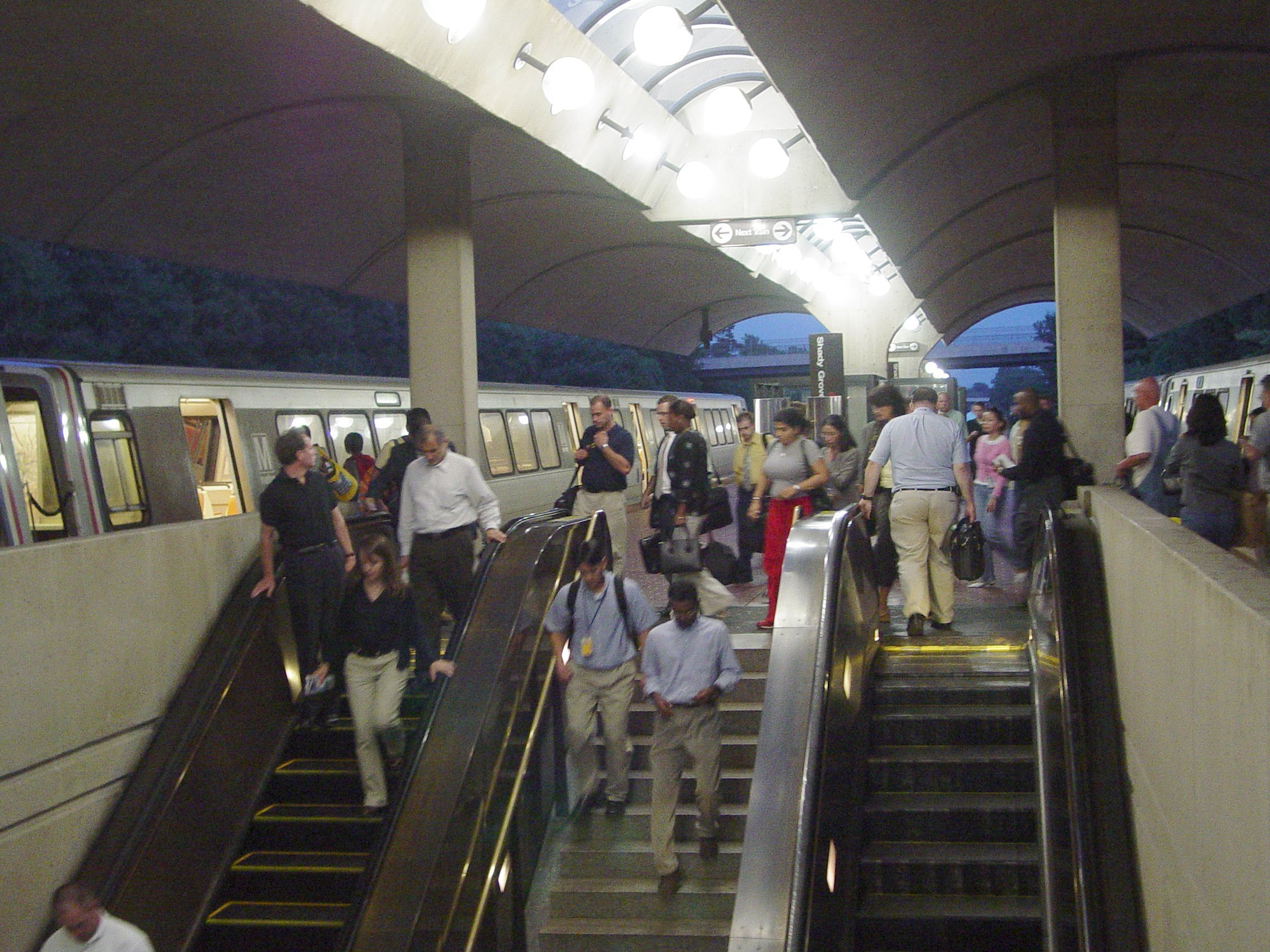
2004년 6월의 새디 그로브 역.

역명의 유래가 된 새디 그로브 로드(Shady Grove Road)는 이 역에서 북쪽으로 떨어져 있고, 실제 역은 데어우드(Derwood) 지역에 위치하고 있다. 주변 지역의 대부분은 산업 또는 저밀도 주거지이지만, 남쪽의 락빌 로드(Rockville Road)에는 상업 지대가 포함되어있다. 서쪽으로는 락빌 파이크(Rockville Pike)로 이어지는 MD 355(Frederick Road)가 있으며, 레드 라인은 몽고메리군 서부의 많은 도로와 평행하게 간다.(MD 200A는 인터카운티 커넥터(Intercounty Connector)로 더 알려진 도로로, 새디 그로브 역에서 I-370 및 MD 200간을 잇는다. 동쪽으로는 I-95까지 이어지는 유료 도로가 있다.) 새디 그로브 역은 워싱턴 메트로 시스템의 최북단에 위치한 역이다.

### 대중 교통 중심 개발
몽고메리군 기획 부서는 인구 증가와 스프롤 현상, 그 이후의 교통 체증에 대처하기 위해 역 주변의 복합 용도 성장을 위한 가이드 라인 역할을 하는 새디 그로브 부문 계획을 발표했다. 이 계획은 새디 그로브 역 바로 근처에서 고밀도 주택 및 상업 시설을 강조하며 역으로부터의 거리가 멀어질수록 저밀도로 꾸준히 전환한다.
부문 계획은 주변 지역을 메트로 노스, 메트로 이스트, 메트로 웨스트, 메트로 사우스 및 제레미아 파크의 5개 구역으로 나눈다. 종합하여, 새디 그로브 역에서 도보 거리 내에 6,000개 이상의 주거 시설이 생길 예정이다. 또한 이 계획은 포괄적인 개방형 공간 및 공원 시스템과의 통합과 주요 도로와의 도보 접근이 쉬운 거리 설비의 생성을 장려한다.

## 역사
새디 그로브 역은 1984년 12월 15일에 개장했으며, 그로스베너 북서쪽의 7 마일 (11 km) 철도 연장선과, 락빌 역, 트윈브룩 역, 화이트 플린트 역과 동시에 개장했다.
1996년, 이 역에서 워싱턴 메트로의 두 번째 치명적인 사고 현장이 일어났다. 역에 도착한 열차가 승강장을 지나치고 정차한 열차와 충돌하여 도착한 열차의 승무원이 사망하는 사고가 발생했다.
워싱턴 포스트는 사고 열차가 계획된 브레이크 정비를 위해 2달 기한이 지나지 않았다는 것을 보고했다. 브레이크 성능이 저하되면 충돌이 발생할 수 있다. 1996년 블리자드때 발생한 충돌 사고는, 열차의 자동 열차 제어 시스템의 고장으로 인해 발생했다.

## 역 구조
| P 승강장 | 동행                                 | → 레드 라인 글렌먼트 방면 (락빌) →        |
| P 승강장 | 섬식 승강장, 왼쪽과 오른쪽 문이 열림 |                                           |
| P 승강장 | 동행                                 | → 레드 라인 글렌먼트 방면 (락빌) →        |
| M        | 대합실                               | 단방향 개찰구, 티켓 자동판매기, 역 직원실 |
| G        | 지면층                               | 출구                                      |